# Stephan Rein

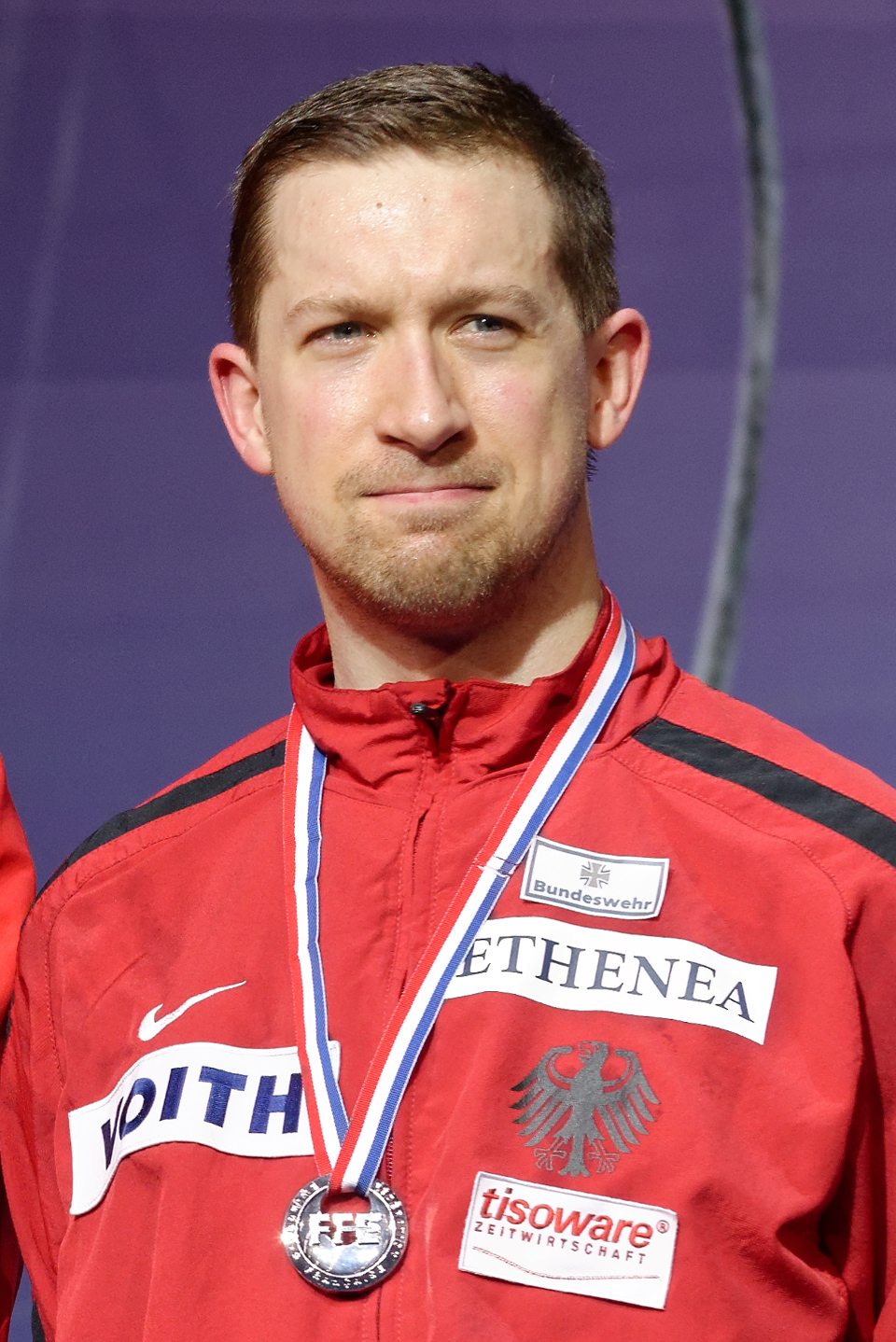
Stephan Rein beim Challenge SNCF Réseau 2015

Stephan Rein (* 1988 in Reutlingen) ist ein deutscher Degenfechter des Heidenheimer SB. Er ist Deutscher Vizemeister im Einzelwettbewerb, mehrfacher Deutscher Meister im Mannschaftswettbewerb und nahm für den Deutschen Fechter-Bund an mehreren Fechtweltmeisterschaften und Fechteuropameisterschaften teil.

## Erfolge
Weltmeisterschaften
- Kadetten-Weltmeisterschaften 2005 in Linz (Österreich), U17 Herrendegen: 3. Platz
- Team-Weltmeisterschaften 2011 in Catania (Italien), Herrendegen: 6. Platz
- Team-Weltmeisterschaften 2015 in Moskau (Russland), Herrendegen: 8. Platz

Europameisterschaften
- Europameisterschaften 2008 in Monza (Italien), U23 Herrendegen: 6. Platz
- Team-Europameisterschaften 2011 in Sheffield (Vereinigtes Königreich), Herrendegen: 5. Platz
- Team-Europameisterschaften 2016 in Torun (Polen), Herrendegen: 7. Platz
- Team-Europameisterschaften 2019 in Düsseldorf (Deutschland), Herrendegen: 7. Platz

Grand Prix
- Grand Prix 2015 Doha (Qatar) Herrendegen: 5. Platz

Weltcup
- Junioren Weltcup 2005 Tourcoing (Frankreich), U20 Herrendegen: 2. Platz
- Satellite Weltcup 2008 Belgrad (Serbien), Herrendegen: 2. Platz
- Satellite Weltcup 2008 Copenhagen (Dänemark), Herrendegen: 3. Platz
- Satellite Weltcup 2010 Belgrad (Serbien), Herrendegen: 2. Platz
- Team Weltcup 2015 Paris (Frankreich), Herrendegen: 2. Platz

CISM Military World Games
- Military World Games 2015 in Mungyeong (Südkorea) Team Herrensäbel: 3. Platz
- Military World Games 2015 in Mungyeong (Südkorea) Team Herrendegen: 4. Platz

Europapokal
- Coupe d’Europe 2006 in Heidenheim (Deutschland), Team Herrendegen: 3. Platz
- Coupe d’Europe 2015 in Heidenheim (Deutschland), Team Herrendegen: 4. Platz

## Auszeichnungen
- 2019 Sportler des Jahres bei der Sportlerwahl der Heidenheimer Zeitung[5]